# Tiergarten Timișoara
Der Tiergarten Timișoara (rumänisch Grădina Zoologică Timișoara) wurde 1986 im Jagdwald Temeswar (rumänisch Pădurea Verde Timișoara) eröffnet. Er ist der jüngste Tiergarten in Rumänien und erstreckt sich im Nordosten Timișoaras, auf einem Areal von 6,36 Hektar.

## Geschichte
Bei seiner Eröffnung im Jahr 1986 beherbergte der Tiergarten Timișoara 30 einheimische Tiere.
In Partnerschaft mit dem Zoologischen Park der Stadt Szeged wurde 2004 ein Modernisierungsprogramm des Tiergartens in Timișoara gestartet. Das Projekt „CarpatZoo“ wird durch den Europäischen Fonds für regionale Entwicklung gefördert und führte in der Zeitspanne 2004–2007 zur Neugestaltung des Tiergartens in Timișoara nach neuesten EU–Standards. Die ersten Arbeiten galten der Infrastruktur; neue Alleen und Wege sowie neue Parkplätze wurden angelegt, der gesamte Zoo wurde mit Überwachungskameras zur Beobachtung des Verhaltens der Tiere ausgestattet. Es wurden 16 Habitate mit insgesamt 144 Tieren, die 29 Arten angehören, eingerichtet, ebenso ein Streichelzoo für Kinder und eine Minisafari.
Im Austausch mit dem Zoologischen Garten aus Szeged wurden Tiere im Tiergarten Timișoara angesiedelt, die in Zentral- und Südamerika, in Europa und auch in Afrika und Australien beheimatet sind.

## Tierbestand
Säugetiere
- Braunbär (Ursus arctos)
- Wildkatze (Felis silvestris)
- Rothirsch (Cervus elaphus)
- Reh (Capreolus capreolus)
- Wildkaninchen (Oryctolagus cuniculus)
- Ren (Rangifer tarandus)
- Shetlandpony (Kleinpferd|Pony)
- Waschbär (Procyon lotor)
- Japanmakak (Macaca fuscata)
- Löwe (Panthera leo)
- Husarenaffe (Erythrocebus patas)
- Guanako (Lama guanicoe)
- Hausmeerschweinchen (Cavia porcellus)
- Großer Pampashase (Dolichotis patagonum)
- Rotnackenwallaby (Macropus rufogriseus)
- Hausziege (Capra hircus)

Vögel
- Afrikanischer Strauß  (Struthio camelus)
- Großer Emu (Dromaius novaehollandiae)
- Blauer Pfau (Pavo cristatus)
- Schwarzschwan (Cygnus atratus)
- Höckerschwan  (Cygnus olor)
- Höckergans  (Anser cygnoides domesticus)
- Rostgans (Tadorna ferruginea)
- Pfeifente (Anas penelope)
- Spießente (Anas acuta)
- Chilepfeifente (Anas sibilatrix)
- Moschusente (Cairina moschata)
- Haushuhn (Gallus gallus domesticus)
- Helmperlhuhn (Numida meleagris)
- Truthuhn (Meleagris gallopavo)
- Türkentaube (Streptopelia decaocto)

Reptilien
- Nordamerikanische Buchstaben-Schmuckschildkröte (Trachemys scripta)
- Europäische Sumpfschildkröte (Emys orbicularis)
- Griechische Landschildkröte  (Testudo hermanni)
- Maurische Landschildkröte (Testudo graeca)
- Grüner Leguan (Iguana iguana)